# Харитон Дафнуски
Харитон (на гръцки: Χαρίτων) е гръцки духовник, епископ на Вселенската патриаршия.

## Биография
През юни 1848 година йеромонах Харитон е избран за титулярен дафнуски епископ, викарен епископ на Константинополската архиепископия и архиерейски наместник на Пикриди (Хаскьой). Около 1858 година се оттегля в Сяр, където прекарва последните години от живота си, и където умира на 3 декември 1869 година.